# توم بورنس (كاهن كاثوليكي)
توم بورنس (بالإنجليزية: Thomas Matthew Burns)‏ هو كاهن كاثوليكي بريطاني، ولد في 3 يونيو 1944 في بلفاست في المملكة المتحدة.